# Matheus Humberto Maximiano
Matheus Humberto Maximiano, meglio noto come Matheus (Campinas, 31 maggio 1989), è un ex calciatore brasiliano, di ruolo centrocampista.

## Carriera
Ha giocato nella massima serie sudcoreana e in quella brasiliana.

## Statistiche

### Presenze e reti nei club
Statistiche aggiornate al 13 ottobre 2021.
| Stagione              | Squadra               | Campionato            | Campionato | Campionato | Coppe nazionali | Coppe nazionali | Coppe nazionali | Coppe continentali | Coppe continentali | Coppe continentali | Altre coppe | Altre coppe | Altre coppe | Totale | Totale |
| Stagione              | Squadra               | Comp                  | Pres       | Reti       | Comp            | Pres            | Reti            | Comp               | Pres               | Reti               | Comp        | Pres        | Reti        | Pres   | Reti   |
| --------------------- | --------------------- | --------------------- | ---------- | ---------- | --------------- | --------------- | --------------- | ------------------ | ------------------ | ------------------ | ----------- | ----------- | ----------- | ------ | ------ |
| 2011                  | Imbituba              | PD/SC                 | 11         | 5          |                 | -               | -               |                    | -                  | -                  |             | -           | -           | 11     | 5      |
| 2011                  | Daegu                 | K1                    | 9          | 1          |                 | -               | -               |                    | -                  | -                  |             | -           | -           | 9      | 1      |
| 2012                  | Daegu                 | K1                    | 23         | 2          | CCS             | 1               | 0               |                    | -                  | -                  |             | -           | -           | 24     | 2      |
| Totale Daegu          | Totale Daegu          | Totale Daegu          | 32         | 3          |                 | 1               | 0               |                    | -                  | -                  |             | -           | -           | 33     | 3      |
| 2013                  | Portuguesa            | A2/SP+A               | 6+10       | 3+0        | CB              | 1               | 0               |                    | -                  | -                  |             | -           | -           | 17     | 3      |
| 2014                  | Daegu                 | K1                    | 18         | 2          | CCS             | 1               | 0               |                    | -                  | -                  |             | -           | -           | 19     | 2      |
| 2015                  | Grêmio Maringá        | A1/PR                 | 1          | 0          | CB              | 1               | 0               |                    | -                  | -                  |             | -           | -           | 2      | 0      |
| 2016                  | Thespa Gunma          | J2                    | 16         | 0          | CG              | 2               | 0               |                    | -                  | -                  |             | -           | -           | 18     | 0      |
| 2017                  | Thespa Gunma          | J2                    | 11         | 0          | CG              | 2               | 0               |                    | -                  | -                  |             | -           | -           | 13     | 0      |
| Totale Thespa Kusatsu | Totale Thespa Kusatsu | Totale Thespa Kusatsu | 27         | 0          |                 | 4               | 0               |                    | -                  | -                  |             | -           | -           | 31     | 0      |
| 2018                  | Penapolense           | A2/SP                 | 11         | 2          |                 | -               | -               |                    | -                  | -                  |             | -           | -           | 11     | 2      |
| 2018                  | Novoperário           | D                     | 2          | 0          |                 | -               | -               |                    | -                  | -                  |             | -           | -           | 2      | 0      |
| 2019                  | Nacional-SP           | A2/SP                 | 5          | 0          |                 | -               | -               |                    | -                  | -                  |             | -           | -           | 5      | 0      |
| 2020                  | Caldense              | M1/MG                 | 2          | 0          |                 | -               | -               |                    | -                  | -                  |             | -           | -           | 2      | 0      |
| 2020                  | Rio Claro             | A2/SP                 | 3          | 0          |                 | -               | -               |                    | -                  | -                  |             | -           | -           | 3      | 0      |
| Totale carriera       | Totale carriera       | Totale carriera       | 128        | 15         |                 | 8               | 0               |                    | -                  | -                  |             | -           | -           | 136    | 15     |